# 예니세이어족
예니세이어족(Yeniseian languages)은 시베리아 중부의 예니세이강 유역에서 사용되던 언어들의 어족으로, 러시아의 세력 확장에 따라 여러 언어가 빠르게 사라져 현대에는 케트어만이 남아 있다.
현재 북아메리카에 남아있는 나데네어족이 예니세이어족과 데네예니세이어족이라는 하나의 대어족을 이룬다는 주장이 제기된 바 있으나, 여전히 확실치는 않다. 이외에 고대 흉노의 언어에 영향을 미쳐 칸이나 텡그리와 같은 일부 몽골어족, 튀르크어족 어휘가 궁극적으로 예니세이어족 유래라는 가설이 있다.

## 역사
예니세이어족의 역사에 관해서는 알려진 바가 많지 않다. 일부 학자들은 이들이 흉노 연맹에서 중요한 부분을 차지했다가 흉노의 몰락 이후 몽골 대초원에서 북쪽 시베리아로 이주했을 것이라는 가설을 세우지만, 이러한 초기 역사는 여전히 자료 부족으로 입증하기 어렵다. Vovin (2016)은 서기 4세기 중국 북부의 후조를 세운 갈족이 예니세이 계통의 품포콜어와 가까운 언어를 썼을 가능성을 제기하였다. 이는 몽골 북부에 품포콜 관련 민족이 장기간 거주했음을 시사하는 지명학적 증거에 의해서도 뒷받침된다. 그러나 갈족은 오래 지나지 않아 패망하여 한족에 동화되었으며, 다른 많은 예니세이족들도 주변의 다른 민족(특히 튀르크족과 몽골족)에 동화되었을 것이다.
Edward Vajda는 수명(水名) 분석에 근거하여, 예니세이어의 분포가 원래 바이칼 호수 남쪽(몽골 북부)에 있다가 북쪽의 시베리아 깊숙한 곳으로 이주한 것이 시사된다고 보았다. 이는 오늘날 예니세이어가 분포하는 극지방의 강 이름이 튀르크어, 몽골어, 우고르어 또는 퉁구스어에서 유래한 반면 바이칼 호수 남쪽 지역의 강 이름은 예니세이어에서 유래한 것으로 보인다는 관찰에 근거한다.
러시아가 시베리아를 정복할 당시에는 6개의 예니세이 언어만이 남아 있었는데, 곧 북부의 케트어와 유그어, 중부의 아린어와 품포콜어, 남부의 코트어와 아산어였다. 시베리아 정복 당시 러시아인들이 쓴 자료에 의하면 17세기 이후에도 케트족은 예니세이 강을 따라 북쪽으로 계속 확장해 나갔으며 현대 케트어 사용 지역은 예니세이족의 이주가 이루어진 최북단 지역을 대표하는 것으로 보인다.
현대까지 살아남은 이러한 언어들도 대부분 사멸하였는데, 코트-유그인은 하카스어로 언어를 바꾸었고, 아린-품포콜인은 하카스어나 출림 타타르어로 언어를 바꾸었기 때문이다. 이에 따라 예니세이인의 정체성이 살아남은 마지막 인구는 케트족과 유그족이다. 케트족은 러시아 정부에서 공인된 소수 민족이나, 케트족의 젊은층은 오늘날 러시아어를 선호하여 자신의 언어를 포기하고 있다.

## 분류
- 북부 예니세이어
  - 케트어
  - 유그어 †사어
- 남부 예니세이어
  - 코트어 †사어
  - 아산어 †사어
  - 아린어 †사어
  - 품포콜어 †사어